# 松澤和光
松澤 和光（まつざわ かずみつ、1953年 - ）は、日本の情報工学者。専門は人工知能、自然言語処理。「言語」と「AI」、「コミュニケーション」を探る「ことば工学」を提唱、研究。

## 経歴
1953年、神奈川県横浜市神奈川区生まれ。1975年東京工業大学工学部・電子工学科卒業。1977年東京工業大学大学院修士課程修了、電電公社武蔵野電気通信研究所入所。NTT（株）サービスインテグレーション基盤研究所主幹研究員を経て神奈川大学工学部電気電子情報工学科コミュニケーション工学研究室教授。

## 研究/受賞
- 1998年　B級機関-NTT研究所勤務時代に開発、AIにより発音の似る単語データベースより永久にダジャレを作り続けるシステム[3]

## 著作・文献
- 『ニュース記事を歌詞化するシステムの提案 (ことば工学研究会(第40回)メディアとことば)』　ことば工学事務局　2012年